# ویکی‌تریبون
ویکی‌تریبون (انگلیسی: Wikitribune) یک وب سایت خبری است که در آن روزنامه‌نگاران حرفه‌ای به تحقیق و گزارش اخبار می‌پردازند، و داوطلبان مقالات منتشر شده را غلط‌گیری و درستی آن‌ها را بررسی کرده و به آن منابعی اضافه می‌کنند. این وبگاه به وسیله جیمی ویلز یکی از بنیانگذاران ویکی‌پدیا راه‌اندازی و در آوریل ۲۰۱۷ اعلان شد. ویکی‌تریبون پروژه‌ای مستقل از پروژه ویکی‌پدیا یا بنیاد ویکی‌مدیا است.
هدف این وبگاه ارائه مقالات «داده‌محور و بی‌طرف» به منظور مبارزه با مشکل «اخبار جعلی» است.
جیمی ویلز گفته است: «این اولین بار است که روزنامه نگاران حرفه‌ای و شهروند روزنامه نگاران دوش به دوش هم کار خواهند کرد و به صورت برابر به نوشتن وقایعی که اتفاق می‌افتد و ویرایش آنچه که زندگی و توسعه می‌دهند می‌پردازند و در همه حال درستی آن توسط یک جمع بررسی می‌شود.»
ویلز معتقد است الگوی رایج فعلی که بر اساس تبلیغات است باعث شده رسانه‌ها به دنبال «شکار کلیک» باشند و این باعث افت استانداردها شده است: «من فکر می‌کنم ما الان در دنیایی زندگی می‌کنیم که مردم خیلی نگران هستند که ما اطلاعات داده‌محور و با بالاترین کیفیت به آنها بدهیم بنابراین فکر می‌کنم برایش تقاضا هست… ما از مردم می‌خواهیم که به عنوان حامی ماهانه ثبت‌نام کنند و هر چه بیشتر حامی ماهانه داشته باشیم روزنامه‌نگاران بیشتری می‌توانیم استخدام کنیم … اما اگر مثلاً فقط بتوانیم دو روزنامه‌نگار استخدام کنیم نتیجه یک بلاگ خواهد بود که واقعاً ارزش انجام دادن ندارد… خیلی دلم می‌خواهد با تعداد بیشتری شروع کنیم مثلاً با ده تا بیست نفر.»
ویلز می‌گوید او در مراحل اولیه تشکیل ویکی‌تریبون کاملاً از نزدیک دخیل و به احتمال زیاد حداقل یک سال مدیر اجرایی آن خواهد بود.
در اکتبر 2009، ویکی تریبون سوشال که با نام WT.Social شناخته می‌شود راه‌اندازی شده و هم اکنون سایت آن در دسترس است. شعار نسخه آزمایشی ویکی‌تریبون این است: «اخبار معیوب است و ما این نقص را برطرف خواهیم کرد.»

## مدل تجاری
ویکی‌تریبون یک سازمان غیرانتفاعی است که توسط اهداکنندگان تأمین مالی می‌شود و هرگز به فروش فضای تبلیغاتی نخواهد پرداخت. کمک‌های بیشتر موجب می‌شود، روزنامه‌نگاران بیشتری به کار گرفته شوند. امکان سرمایه‌گذاری از تاریخ ۲۵ آوریل ۲۰۱۷ فراهم شده و از حامیان خواسته شده ۱۰ یورو یا ۱۵ دلار در هر ماه بپردازند.
دسترسی به اخبار ویکی‌تریبون رایگان خواهد بود.
روزنامه‌نگاران موظف به ارائه منبع یک واقعیت یا ارائه متن کامل و مصاحبه ضبط شده هستند.
مردم می‌توانند محتویات هر مقاله را اصلاح و به روزرسانی کنند اما فقط وقتی قابل مشاهده خواهد شد که توسط یکی از داوطلبان مورد اعتماد یا یکی از کارمندان تأیید شده باشد.
عدم وجود سهامداران، تبلیغات یا مشترکین، فشارهای تجاری را کاهش می‌دهد. اعضایی که مبالغی پرداخت می‌کنند قادر به پیشنهاد دادن موضوعات خواهند بود.